# Romans z demonem
Romans z demonem (kor. 마이 데몬) – południowokoreański serial telewizyjny, w którym główne role grają Kim Yoo-jung, Song Kang, Lee Sang-yi i Kim Hae-sook. Premiera odbyła się na antenie SBS 24 listopada 2023 roku, a emitowany jest każdy piątek i sobotę o godzinie 22:00 (KST). Dostępny jest także do oglądania na platformie Wavve w Korei Południowej oraz na Netflix w wybranych regionach.

## Fabuła
Serial opowiada historię fikcyjnego małżeństwa między Do Do-hee (Kim Yoo-jung), diaboliczną dziedziczką konglomeratu, a Jeong Gu-wonem (Song Kang), demonem, który tymczasowo traci swoje moce. Ta chwilowa utrata mocy przynosi im szczęście.

## Obsada

### Główna
- Kim Yoo-jung jako Do Do-hee: CEO Mirae F&B[1]
  - Kim Gyu-bin jako młoda Do Do-hee
- Song Kang jako Jeong Gu-won: 200-letni demon[1]
- Lee Sang-yi jako Joo Seok-hoon: siostrzeniec Cheon-sook i CEO Mirae Investment, firmy związaną z Mirae Group.[3]
- Kim Hae-sook jako Joo Cheon-sook: założycielka i prezes Mirae Group[4]

### W pozostałych rolach

#### Mirae Group
- Kim Tae-hoon jako Noh Seok-min: Pierworodny syn Cheon-sook, CEO Mirae Electronic[5]
- Lee Yoon-ji jako Noh Soo-an: Druga córka Cheon-sook, CEO Mirae Apparel[6]
- Jo Yeon-hee jako Kim Se-ra: Żona Seok-mina, dyrektor zarządzający w Mirae Electronics[5]
- Kang Seung-ho jako Noh Do-gyeong: Jedyny syn Seok-mina i Se-ra, szef Mirae Electronics[7]
- Park Do-yoon jako Austin: Syn Soo-an i bliźniak Justina[8]
- Kang Da-on jako Justin: Syn Soo-an i bliźniak Austina[8]

#### Fundacja Sunwol
- Jo Hye-joo jako Jin Ga-young: tancerka specjalizująca się w tradycyjnych sztukach walki dwoma mieczami[9]
- Heo Jeong-do jako Park Bok-gyu: Dyrektor Fundacji Sunwol, który był pierwszym kontrahentem Gu-wona 200 lat temu[9]

#### Mirae F&B
- Seo Jeong-yeon  jako Sekretarka Shin Da-jeong: Sekretarka Do-hee[10]
- Park Jin-woo jako Han Min-soo: Lider zespołu ds. public relations w Mirae F&B[8]
- Lee Ji-won jako Choi Jung-mi: Zastępca kierownika działu public relations w Mirae F&B[8]
- Hong Jin-ki jako Lee Han-seong: Nowy pracownik działu public relations w Mirae F&B[11]

## Oryginalna ścieżka dźwiękowa

### Część 1
| Wydany 24 listopada 2023 | Wydany 24 listopada 2023                                                                 | Wydany 24 listopada 2023 | Wydany 24 listopada 2023 | Wydany 24 listopada 2023 | Wydany 24 listopada 2023 |
| Nr                       | Tytuł utworu                                                                             | Tekst                    | Kompozycja               | Artysta                  | Długość                  |
| ------------------------ | ---------------------------------------------------------------------------------------- | ------------------------ | ------------------------ | ------------------------ | ------------------------ |
| 1.                       | „Our Night Is More Beautiful Than Your Day (우리의 밤은 당신의 낮보다 아름답다)”         | Bae Young-jun            | Bae Young-jun            | NewJeans                 | 3:12                     |
| 2.                       | „Our Night Is More Beautiful Than Your Day (우리의 밤은 당신의 낮보다 아름답다)” (Inst.) |                          | Bae Young-jun            |                          | 3:12                     |

### Część 2
| Wydany 1 grudnia 2023 | Wydany 1 grudnia 2023                                      | Wydany 1 grudnia 2023 | Wydany 1 grudnia 2023            | Wydany 1 grudnia 2023 | Wydany 1 grudnia 2023 |
| Nr                    | Tytuł utworu                                               | Tekst                 | Kompozycja                       | Artysta               | Długość               |
| --------------------- | ---------------------------------------------------------- | --------------------- | -------------------------------- | --------------------- | --------------------- |
| 1.                    | „Whenever, Wherever (그대가 있는 곳, 언제 어디든)”         | Lee Ki-hwan, More     | Lee Ki-hwan, More, Go Hyeong-eun | Roy Kim               | 3:41                  |
| 2.                    | „Whenever, Wherever (그대가 있는 곳, 언제 어디든)” (Inst.) |                       | Lee Ki-hwan, More, Go Hyeong-eun |                       | 3:41                  |

### Część 3
| Wydany 8 grudnia 2023 | Wydany 8 grudnia 2023 | Wydany 8 grudnia 2023 | Wydany 8 grudnia 2023 | Wydany 8 grudnia 2023 | Wydany 8 grudnia 2023 |
| Nr                    | Tytuł utworu          | Tekst                 | Kompozycja            | Artysta               | Długość               |
| --------------------- | --------------------- | --------------------- | --------------------- | --------------------- | --------------------- |
| 1.                    | „With You”            | Hana                  | Tom and Jerry         | Winter                | 4:15                  |
| 2.                    | „With You” (Inst.)    |                       | Tom and Jerry         |                       | 4:15                  |

### Część 4
| Wydany 9 grudnia 2023 | Wydany 9 grudnia 2023                          | Wydany 9 grudnia 2023        | Wydany 9 grudnia 2023        | Wydany 9 grudnia 2023 | Wydany 9 grudnia 2023 |
| Nr                    | Tytuł utworu                                   | Tekst                        | Kompozycja                   | Artysta               | Długość               |
| --------------------- | ---------------------------------------------- | ---------------------------- | ---------------------------- | --------------------- | --------------------- |
| 1.                    | „Even If We Disappear (우리 사라져도)”         | Kim Woon-jin, Lee Seong-geun | Kim Woon-jin, Lee Seong-geun | Dawn                  | 3:57                  |
| 2.                    | „Even If We Disappear (우리 사라져도)” (Inst.) |                              | Kim Woon-jin, Lee Seong-geun |                       | 3:57                  |